# Малон (Флорида)
Малон (англ. Malone) — небольшой город (таун), расположенный в округе Джэксон (штат Флорида, США) с населением в 2007 человек по статистическим данным переписи 2000 года.

## География
По данным Бюро переписи населения США Малон имеет общую площадь в 8,03 квадратных километров, водных ресурсов в черте населённого пункта не имеется.
Город Малон расположен на высоте 43 м над уровнем моря.

## Демография
По данным переписи населения 2000 года в Малонe проживало 2007 человек, 199 семей, насчитывалось 311 домашних хозяйств и 377 жилых домов. Средняя плотность населения составляла около 249,94 человек на один квадратный километр. Расовый состав населённого пункта распределился следующим образом: 50,77 % белых, 43,50 % — чёрных или афроамериканцев, 0,85 % — коренных американцев, 0,10 % — азиатов, 3,14 % — представителей смешанных рас, 1,64 % — других народностей. Испаноговорящие составили 7,13 % от всех жителей.
Из 311 домашних хозяйств в 28,0 % воспитывали детей в возрасте до 18 лет, 42,8 % представляли собой совместно проживающие супружеские пары, в 19,0 % семей женщины проживали без мужей, 36,0 % не имели семей. 34,4 % от общего числа семей на момент переписи жили самостоятельно, при этом 20,3 % составили одинокие пожилые люди в возрасте 65 лет и старше. Средний размер домашнего хозяйства составил 2,32 человек, а средний размер семьи — 3,01 человек.
Население города по возрастному диапазону по данным переписи 2000 года распределилось следующим образом: 9,2 % — жители младше 18 лет, 9,0 % — между 18 и 24 годами, 49,6 % — от 25 до 44 лет, 25,5 % — от 45 до 64 лет и 6,7 % — в возрасте 65 лет и старше. Средний возраст жителей составил 37 лет. На каждые 100 женщин в Малонe приходилось 401,8 мужчин, при этом на каждые сто женщин 18 лет и старше приходилось 482,1 мужчин также старше 18 лет.
Средний доход на одно домашнее хозяйство составил 28 611 долларов США, а средний доход на одну семью — 38 281 доллар. При этом мужчины имели средний доход в 31 979 долларов США в год против 19 345 долларов среднегодового дохода у женщин. Доход на душу населения составил 28 611 долларов в год. 7,9 % от всего числа семей в населённом пункте и 10,8 % от всей численности населения находилось на момент переписи населения за чертой бедности, при этом 12,3 % из них были моложе 18 лет и 17,5 % — в возрасте 65 лет и старше.